# Jerry Thorpe
Jerry Thorpe   (Los Angeles, 29 d'agost de 1926 - Santa Barbara, 25 de setembre de 2018) fou un director de cinema i productor estatunidenc. Era fill de Richard Thorpe.

## Filmografia

### Productor
- 1956: Forever, Darling
- 1957: The Venetian Affair
- 1963: Swingin' Together (TV)
- 1963: Maggie Brown (TV)
- 1968: Les armes del diable (Day of the Evil Gun)
- 1970: Company of Killers (TV)
- 1972: Kung Fu (TV)
- 1974: Smile, Jenny, You're Dead (TV)
- 1974: The Healers (TV)
- 1976: The Dark Side of Innocence (TV)
- 1976: I Want to Keep My Baby(TV)
- 1977: The Possessed (TV)
- 1978: The Lazarus Syndrome (TV)
- 1978: Stickin' Together (TV)
- 1978: A Question of Love (TV)
- 1979: Heaven Only Knows (TV)
- 1980: All God's Children (TV)
- 1983: Happy Endings (TV)

### Director
- 1957: The Venetian Affair
- 1968: Les armes del diable (Day of the Evil Gun)
- 1970: Company of Killers (TV)
- 1970: Dial Hot Line (TV)
- 1971: Lock, Stock and Barrel (TV)
- 1971: Crosscurrent (TV)
- 1972: Kung Fu (TV)
- 1974: Smile, Jenny, You're Dead (TV)
- 1975: Antonio and the Mayor (TV)
- 1976: The Dark Side of Innocence (TV)
- 1976: I Want to Keep My Baby (TV)
- 1977: Yesterday's Child (TV)
- 1977: The Possessed (TV)
- 1978: The Lazarus Syndrome (TV)
- 1978: Stickin' Together (TV)
- 1978: A Question of Love (TV)
- 1979: Heaven Only Knows (TV)
- 1980: All God's Children) (TV)
- 1983: Happy Endings (TV)
- 1986: Blood & Orchids (TV)

### Ajudant de direcció
- 1953: Take The High Ground

## Premis i nominacions
Premis
- 1973: Primetime Emmy al millor director en sèrie dramàtica per Kung Fu

Nominacions
- 1973: Primetime Emmy a la millor sèrie dramàtica per Kung Fu